# Incidente del USS Congress
El incidente del USS Congress fue un enfrentamiento entre las fuerzas de la flota de los Estados Unidos y la flota argentina en el Río de la Plata durante la Guerra Grande.

## Antecedentes

### Situación diplomática
A principio del siglo XIX las relaciones entre Argentina y los Estados Unidos se habían deteriorado considerablemente tras el conflicto de Puerto Soledad, un poblado portuario en las islas Malvinas, administrado por Argentina. Entre 1829 y 1831, se había producido una disputa debido al incumplimiento de las regulaciones sobre la pesca en las regiones adyacentes al asentamiento por parte de los Estados Unidos, resultando en la captura de tres goletas, Harriet, Superior y Breakwater, por Argentina.

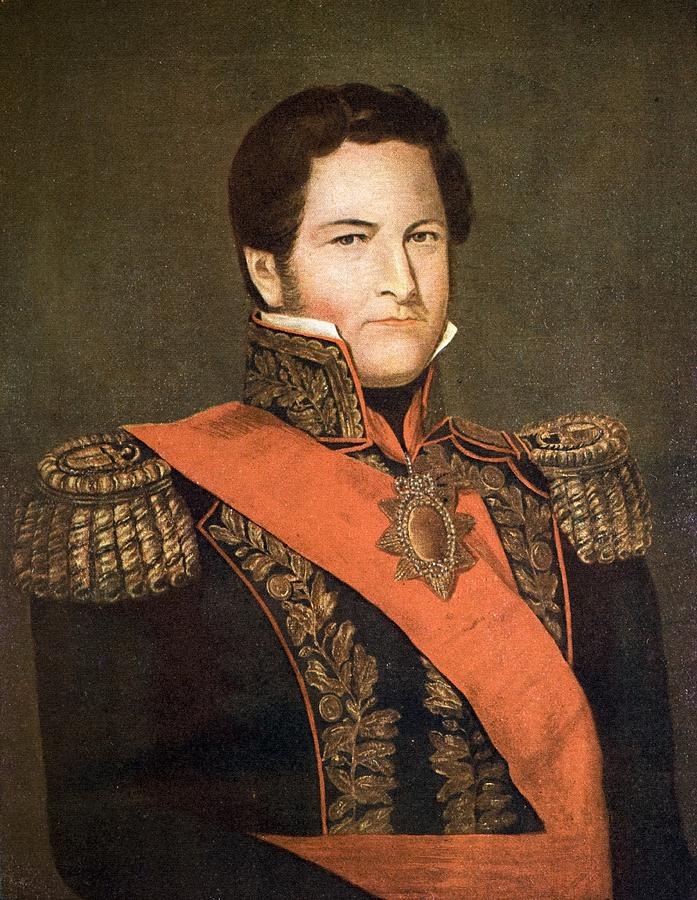
Juan Manuel de Rosas.

La actitud beligerante del representante estadounidense en Buenos Aires, George W. Slacum, hizo que el enfrentamiento continuase, culminando con el ataque de la fragata USS Lexington. La presencia argentina en las islas fue debilitada irreparablemente, lo cual resultó en la ocupación británica en 1833, así como la rotura de relaciones diplomáticas entre los dos países desde 1832 hasta 1843.
En 1838, el caudillo de la Confederación Argentina, Juan Manuel de Rosas, debido a la rivalidad con el líder de la Confederación Perú-Bolivia, Andrés de Santa Cruz y el bloqueo francés al Río de la Plata, impulsó la restauración y normalización de las relaciones con los EE. UU. Rosas mostró su preferencia por la delegación del embajador a Londres, Manuel Moreno, como embajador al país norteamericano; sin embargo, Moreno se negó, aduciendo razones de salud. Consecuentemente, el diplomático Carlos María de Alvear fue nombrado embajador a Washington.
El 11 de octubre de 1838, Alvear fue recibido por el presidente Martin Van Buren. En septiembre de 1843, el secretario de Estado del presidente John Tyler, Abel Parker Upshur, encargó al agente especial Harvey Magee Watterson como representante a Buenos Aires, restableciendo relaciones diplomáticas formales.

### Situación militar

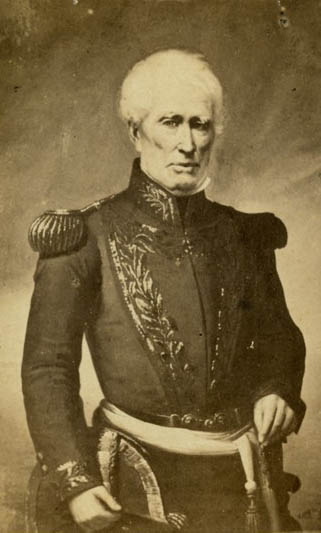
Guillermo Brown.

Durante la década de 1840 en Argentina se desarrollaba una guerra civil entre fuerzas federales de la Confederación y fuerzas unitarias, parte de la más amplia Guerra Grande, que englobaba conflictos en Uruguay, en las regiones fronterizas del Imperio del Brasil, así como intervenciones internacionales. Durante una de las batallas más significativas, la de Arroyo Grande, las fuerzas unitarias sufrieron una derrota decisiva a manos de las fuerzas federales, lo cual condujo al líder uruguayo, Fructuoso Rivera, aliado de los unitarios, a buscar refugio en Montevideo.
El comandante aliado a los federales, Manuel Oribe, prosiguió con su avance, sitiando la capital uruguaya el 16 de febrero de 1843, cuya defensa había sido organizada por el general José María Paz. El 19 de marzo, Rosas ordenó al comandante de la escuadra Guillermo Brown cerrar el bloqueo, impidiendo las comunicaciones y actividades navales de aprovisionamiento y comercio.
El 3 de enero de 1844, el capitán Álvaro José de Alzogaray, comandante de un contingente formado por cincuenta hombres y la goleta 9 de Julio, se apoderó de la ciudad de Maldonado, lugar a través del cual las fuerzas aliadas a Rivera intentaban romper el sitio.

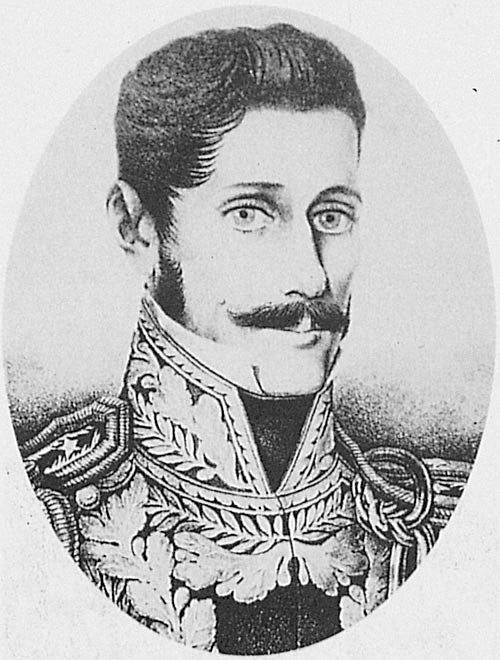
Manuel Oribe.

Sin embargo, incluso tras el exilio del comandante de la defensa, José María Paz, así como la retirada del aliado británico, el comodoro John Brett Purvis, por orden de sus autoridades, a causa de sus actuaciones contra Guillermo Brown y la toma de la Isla de Ratas, los sitiados persistieron. También contribuyó el cansancio de los sitiadores, falta de relevo, el daño sufrido por los buques y el retardo de la comandancia —a cargo de Pedro Ximeno— de enviar materiales de mantenimiento.
El 27 de junio, a bordo del General Belgrano, Ximeno llegó a Buenos Aires y delegó el mando del sitio al coronel Antonio Toll. Juan Fitton O’Connor asumió la posición de comandante interino.
A finales de marzo, el USS Congress se unió al bergantín USS Bainbridge y la fragata USS Raritan en el Río de la Plata.

## El incidente

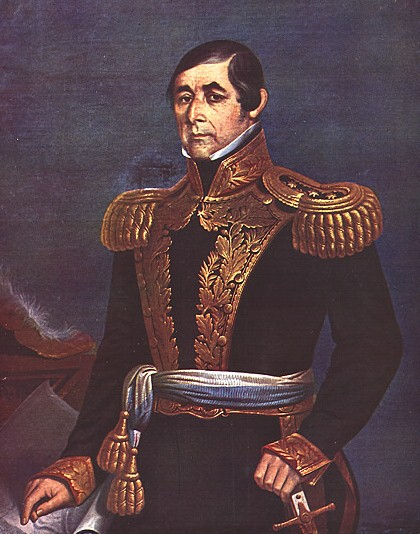
Fructuoso Rivera.

Aproximadamente a las seis de la madrugada, el 29 de septiembre de 1844, el pailebot armado San Cala, volando una bandera uruguaya, abandonó su lugar de anclaje en Buceo, avanzó hasta la línea de bloqueo y atracó junto a la fragata 25 de Mayo del comandante interino Juan Fitton O’Connor para transferirle documentación del comandante Oribe. En su trayecto de retorno, avistó unos buques pesqueros intentando burlar el bloque impuesto. Tras una persecución alcanzó el primer buque, pero desvió su atención al observar otro pesquero salir del puerto.
Se trataba del Rosalva, propiedad de un ciudadano estadounidense, que izó la bandera estrellada al percatarse de su persecución por San Cala, enviando una falúa a la fragata USS Congress, situada a unas 300 yardas (274 m). El comandante de la fragata, Philip Falkerson Voorhees, consideró que se trataba de un ataque de Argentina y dio la orden de interceptar el San Cala. Al alcanzar el buque, su tripulación fue detenida y transferida al Congress como prisioneros, alzándose la bandera estadounidense sobre el pailebot.

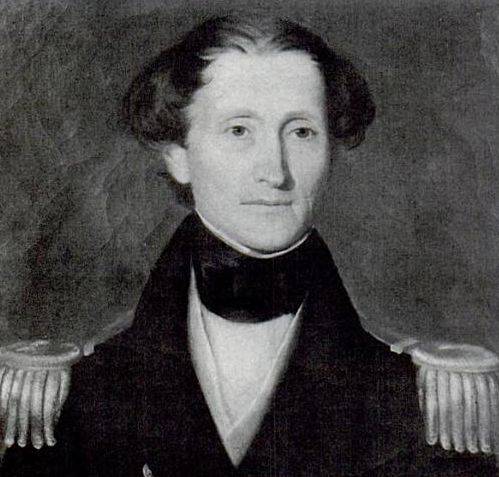
Philip Falkerson Voorhees.

Similarmente, la goleta 9 de Julio fue detenida y abordada, mientras que el intento contra la fragata 25 de Mayo se vio interrumpido por la llegada del bergantín-goleta Republicano. Fitton O’Connor, en un intento de aclarar lo sucedido y exigir explicaciones sobre los ataques cometidos, envió al Congress un bote de parlamento, cuya tripulación fue detenida por Voorhees al llegar a la fragata. Incautado el bote, el Congress retomó sus intentos de abordar la fragata 25 de Mayo, demandando que Fitton arriase su bandera. Como muestra de fuerza, la fragata disparó uno de sus cañones, tras lo cual Fitton accedió.
Capturada la 25 de Mayo y hecha prisionera a su tripulación y oficiales, finalmente Voorhees recibió a Fitton. Durante el diálogo que entablaron los comandantes, Fitton mostró su asombro ante la apertura de hostilidades que había sucedido contra sus propios barcos, pues el pailebot San Cala volaba la bandera uruguaya. Voorhees respondió que se había tratado de un pabellón falso. Finalmente, el comandante americano anunció que los buques retenidos quedaban en libertad.
Fitton respondió que, a menos que Voorhees proporcionase las debidas reparaciones, no podía aceptar la vuelta al mando y delegó la responsabilidad de supervisar la escuadra al comandante estadounidense. Lo formalizó en una nota, afirmando:

Ya no tengo la menor injerencia y que también he ordenado a mis comandantes de buques que se abstengan de dar orden ninguna y en desentenderse absolutamente de toda obligación […] conste que la Escuadra Argentina, y de consiguiente su seguridad en cualquier evento queda de cuenta de Ud., y protesto del modo más solemne que toda responsabilidad desde este momento gravitará sobre Ud.

A la mañana siguiente, Voorhees ofreció su respuesta: el San Cala y sus 26 tripulantes permanecían detenidos, mientras que los pescaderos fueron liberados, separándoles de la escuadra.
El 1 de octubre, Fitton insistió nuevamente en que se devolvieran las presas capturadas y que, como medida de reparación, los estadounidenses saludaran el pabellón argentino con 21 cañonazos, seguidos de una respuesta equivalente argentina, relegando la resolución total del conflicto a decisión de sus gobiernos.
El comandante americano insistió que los disparos sobre Rosalva y Bainbridge, los buques pesqueros, eran imputables a «una parte de su escuadra» por lo que él había sido «necesariamente colocado en la defensiva» y que Fitton debía su libertad «a [su] moderación y generosidad, antes que a la estricta justicia del caso». Afirmaba, asimismo, que saludaría a la bandera argentina bajo la condición de que fuera izada la estadounidense primera, mientras que el San Cala se mantendría bajo su custodia, finalizando el comunicado de que si no se accedía a su propuesta «la correspondencia [cesaría] entre nosotros».
El 27 de septiembre, Antonio Toll, a quien Pedro Ximeno había delegado la comandancia de la Marina, partió en el General Echagüe para reunirse con la escuadra argentina, desconociendo las circunstancias del incidente. Con vientos contrarios, pasó Punta Lara el 29 y el 1 de octubre dejó registrado en su diario de navegación:

Al aclarar ya vimos la escuadra argentina. A las 8 tiré un cañonazo, icé la bandera y mi insignia, y nuestros buques ni bandera tenían. A las 9:30 estando ya inmediato, vino un bote de la 25 y el oficial me dijo que de parte de su comandante me decía que nuestros buques estuviesen prisioneros de la fragata americana Congress; quise entonces fondear cerca de la Congress y pedir explicaciones, mas se mandó a decir al comandante Fitton que no hiciese semejante cosa, que a su bordo estaba el Sr. D. Fernando Oyuela, mandado por el Excmo. Sr. Presidente para componer este asunto. Entonces me dirigí al Buceo y mandé al ayudante a consultar con el Excmo. Sr. Presidente que hacer en tan críticas circunstancias, el que me mandó decir que la Escuadra ya no estaba prisionera, y que yo podía hacer lo que quería.

A las siete de la mañana del 2 de octubre, Toll recibió a Fitton y a Oyuela, quienes le entregaron una nota de Voorhees, en la cual se negaba a dar recompensa por lo sucedido. Toll organizó una junta de guerra, concluyendo con la decisión de no continuar con esta situación y dar por superado el incidente.
La noticia llegó a Buenos Aires, causando descontento por parte de Rosas por la decisión adoptada por Toll sin esperar a una debida resolución. El 14 de octubre, el canciller Felipe Arana le hizo llegar una nota expresando:

El desagrado con que el Excmo. Gobernador había mirado que Ud. hubiese enarbolado el pabellón de los buques argentinos el día 2, después de las ocurrencias desagradables que habían tenido lugar […] cuyo desenlace por su importancia y resultado debió reservarse al juicio del gobierno

En su respuesta, Antonio Toll se excusó por falta de instrucciones, afirmando que «he delinquido, pero no de intención».

## Resolución
El 21 de octubre, el comodoro Daniel Turner, jefe de la estación naval estadounidense en Río de Janeiro, se dirigió rápidamente a Montevideo al conocer el incidente y las acciones de Voorhees, para intentar preservar las relaciones entre ambos países. El 4 de noviembre se reunió con Toll en el fondeadero de Montevideo, quien le expresó su insatisfacción con las actuaciones del comandante, sin órdenes, ni facultades para ello.
En diciembre, Rosas informó la legislatura acerca de las «seguridades oficiales que dio el agente especial, por el Encargado de Negocios y por el comodoro de la Escuadra de los Estados Unidos en las estaciones del Brasil y Río de la Plata» de obtener «prontas explicaciones y completa satisfacción» del gobierno americano y de haber instruido al ministro argentino en Washington en igual sentido.

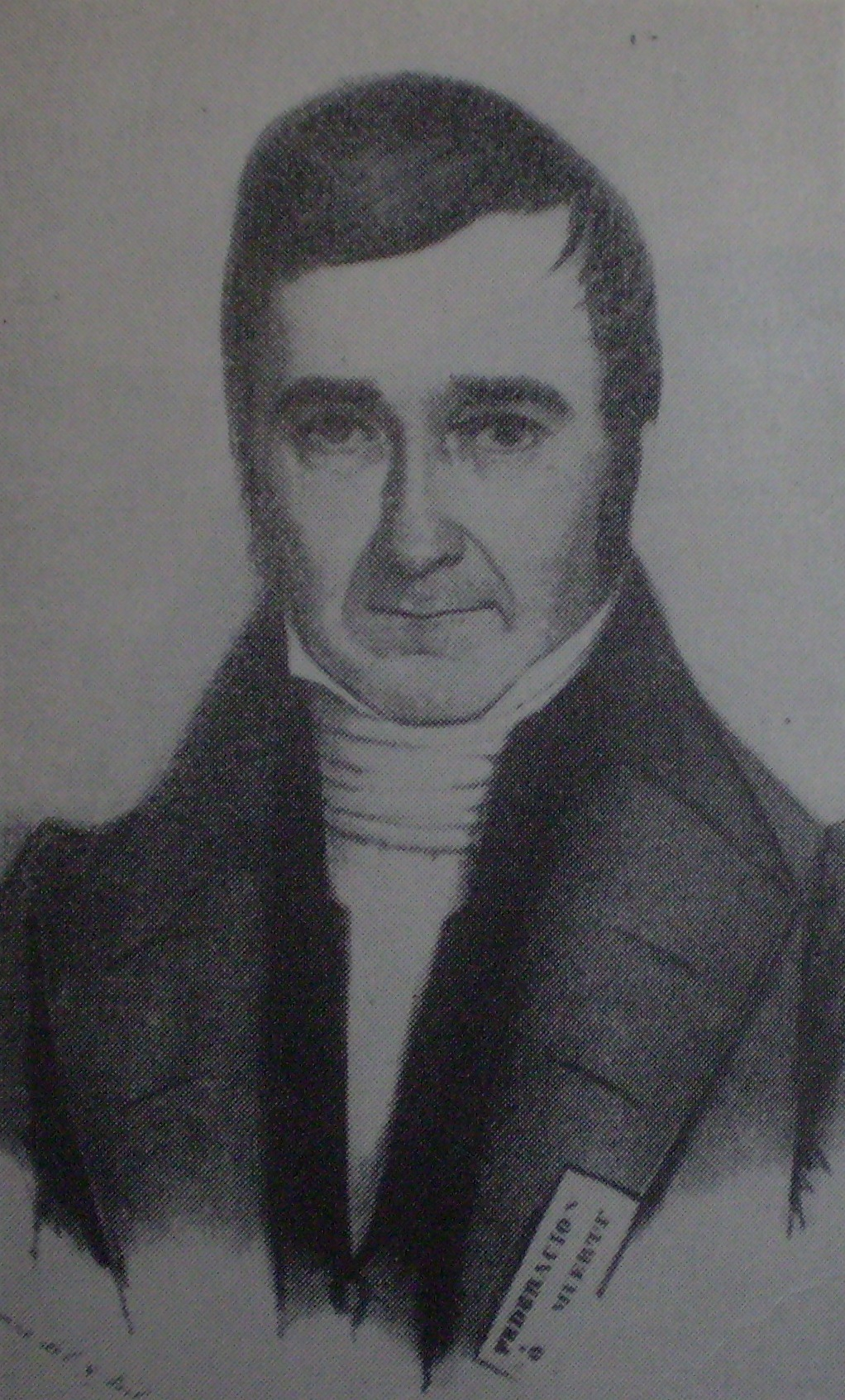
Felipe Arana.

Voorhees no ofreció exculpas en ningún momento. El 1 de noviembre dirigió una carta al representante estadounidense en Río de Janeiro:

Yo no tenía otra alternativa que la deshonra o el castigo de la escuadra argentina […] Estas gentes son una banda de bárbaros sanguinarios […] Hacen fuego sin importárseles donde, ya sea que acierten o que erren, despreocupándose si matan una docena de amigos neutrales, con tal de matar a uno de sus enemigos.

Regresando a los EE. UU. en la USS Congress, al navegar cerca de la costa ecuatoriana, se jactó ante su lugarteniente David Dixon Porter, desobedeciendo sus órdenes de navegar hacia Norfolk, afirmando que navegaría a Annapolis, donde le esperaba su esposa y familia. Voorhees estaba vinculado por medio de su esposa al futuro presidente Zachary Taylor. Sin embargo, posteriormente ofreció otras explicaciones al almirante William Branford Shubrick que la decisión de cambiar rumbo a Annapolis fue realizada en el último momento a causa del viento, clima y condiciones meteorológicas.

### Jucio de Voorhees
En 1845, Voorhees fue juzgado por dos cortes marciales. El 2-24 de junio fue juzgado por la captura de la flota bajo el cargo de desobediencia con cinco especificaciones. El procedimiento fue secreto y se desarrolló en los astilleros de Washington y en el Hotel Coleman. Fue condenado unánimemente «a ser reprendido en una orden generada por el Secretario de la Marina, y a ser suspendido por el término de tres años desde esta fecha».
Seguidamente, el 24 de junio-14 de julio fue juzgado por el incidente del regreso a Annapolis. La sentencia indulgente del segundo consejo de guerra, que se debió en parte, según el propio tribunal, a su simpatía por el acusado de haber pasado por una corte marcial ya agotadora, fue motivo de escándalo.
William Branford Shubrick presionó para una tercera reunión de la corte marcial, que en agosto revisó y endureció la sentencia, separándolo de la marina. El presidente James K. Polk, no obstante, redujo el veredicto a una suspensión de 5 años, que luego fue reducida a 3 años. En 1847, Voorhees volvió al servicio activo con su rango en el USS Plymouth.
El comportamiento de Voorhees, junto al del comandante Alexander Slidell Mackenzie, en el más conocido motín del USS Sommers, influenció en la urgente creación de la Academia Naval de los Estados Unidos.